# Jean de Maleplane
Jean de Maleplane – francuski kierowca wyścigowy.

## Kariera
W swojej karierze wyścigowej de Maleplane poświęcił się startom w wyścigach Grand Prix. W 1930 roku odniósł zwycięstwo w Grand Prix Oranu. Rok później stanął na trzecim stopniu podium Grand Prix Casablanki oraz był najlepszy w klasie 2000 cm³ Grand Prix de la Marne. W 1932 roku jego największym osiągnięciem było czwarte miejsce w Grand Prix de la Baule.